# Benedetto Drei
Benedetto Drei (Firenze, 1580 circa – Roma, 5 ottobre 1637) è stato un architetto e fiorista italiano, responsabile della Floreria apostolica in Vaticano, è ritenuto l'ideatore dell'arte di creare quadri per mezzo di fiori (Infiorata).

## Biografia
Non sappiamo molto di Benedetto Drei. Apparteneva a una dinastia di artigiani, originaria di Carrara o di Firenze, che ha lavorato a lungo nella Basilica di San Pietro a Roma. Lavorava a San Pietro come muratore suo padre Pietro, e vi lavoreranno i figli di Benedetto, Pietro Paolo e Giuseppe, e i nipoti, figli di Pietro Paolo, Benedetto e Giuseppe Stefano.
Non sono noti il luogo e la data di nascita del nostro Benedetto Drei. Nel 1620 dichiarava di lavorare per la Fabbrica di San Pietro da oltre 20 anni. Il bibliotecario della Corsiniana Francesco Cerroti definiva Benedetto "pittor fiorista e architetto". Dall'Archivio della Fabbrica di San Pietro risulta essere stato nominato «fattore» della Fabbrica il 12 novembre 1629 e manteneva lo stesso incarico ancora alla fine del 1637. Lavoravano alla Fabbrica anche i figli Pietro Paolo e Giuseppe; morto Benedetto Drei, gli succedette nell'incarico di fiorista addirittura Gian Lorenzo Bernini. Benedetto Drei è ricordato per le grandi decorazioni floreali espressioni della cosiddetta festa barocca. In particolare è ritenuto il primo ad aver creato quadri per mezzo di fiori nella basilica vaticana utilizzando petali di fiori a emulazione dei mosaici, dando così avvio alla tecnica utilizzata nelle infiorate tradizionali. Fu seppellito nella chiesa di San Pietro in Montorio.